# Fils de joie
Singles de Stromae
L'Enfer
(2022) Mon amour
(2022)
Clip vidéo
[vidéo] « Fils de joie », sur YouTube
Fils de joie est une chanson du musicien belge Stromae. Il s'agit du troisième single de son album Multitude, sorti le 4 mars 2022. Le single de 7 pouces est sorti le 23 juin 2022.

## Paroles
La chanson raconte l'histoire de l'enfant d'une prostituée. La chanson comprend un extrait d'un teaser pour la série Netflix Bridgerton. La mélodie mêle les sonorités baroques et la fougue du funk brésilien carioca.

## Clip vidéo
Un clip vidéo, réalisé par Henry Scholfield, est sorti le 7 mars 2022. Dans la vidéo, Stromae dépeint un dictateur d'un pays fictif. Il prononce un discours lors des funérailles nationales d'une travailleuse du sexe disparue, entouré d'officiers et de couronnes, alors qu'un défilé militaire et un cortège funèbre se déroulent.

## Liste des pistes
| 1. | Fils de joie                | 3:15 |
| 2. | Fils de joie (Instrumental) | 3:15 |

## Classements et certification
| Classements (2022)                      | Meilleure position |
| --------------------------------------- | ------------------ |
| Belgique (Flandre Ultratop 50 Singles)  | 28                 |
| Belgique (Wallonie Ultratop 50 Singles) | 3                  |
| France (SNEP)                           | 6                  |
| Global Excl. US (Billboard)             | 146                |
| Pays-Bas (Single Top 100)               | 30                 |
| Suisse (Schweizer Hitparade)            | 8                  |

| Classements (2022)                      | Position |
| --------------------------------------- | -------- |
| Belgique (Flandre Ultratop 50 Singles)  | 123      |
| Belgique (Wallonie Ultratop 50 Singles) | 135      |

### Certification
| Région                                                                                                 | Certification | Ventes/Streams |
| --- | ------------- | -------------- |
| Belgique (BEA)                                                                                         | Platine       | 30 000*        |
| France (SNEP)                                                                                          | Or            | 100 000*       |
| *Ventes selon la certification ^Mise en rayon selon la certification xNon précisé par la certification |               |                |

## Récompenses
| Année | Prix                     | Catégorie                      | Résultat   | Ref.   |
| ----- | ------------------------ | ------------------------------ | ---------- | ------ |
| 2022  | Berlin Music Video Award | Meilleure direction artistique | En attente | [ 18 ] |
| 2022  | MTV Video Music Awards   | Vidéo pour le bien             | Nomination | [ 19 ] |

## Historique de sortie
| Région     | Date         | Format                       | Étiquette               | Ref.   |
| ---------- | ------------ | ---------------------------- | ----------------------- | ------ |
| Italie     | 4 mars 2022  | Radio à succès contemporaine | Universal               | [ 20 ] |
| France     | 23 juin 2022 | Téléchargement, streaming    | - Mosaert - Polydor     | [ 1 ]  |
| Allemagne  | 24 juin 2022 | Téléchargement, streaming    | - Mosaert - Polydor     | [ 21 ] |
| États-Unis | 25 juin 2022 | Téléchargement, streaming    | - Darkroom - Interscope | [ 6 ]  |